# سام هيندز
سام هيندز (بالإنجليزية: Sam Hinds)‏ (و. 1943 – م) هو سياسي من غويانا . ولد في جورج تاون .تولى منصب رئيس وزراء غويانا (11 أغسطس 1999–20 مايو 2015) .

## التعليم
تعلم في جامعة نيو برونزويك.
| المناصب السياسية  | المناصب السياسية              | المناصب السياسية |
| ----------------- | ----------------------------- | ---------------- |
| سبقه بارات جاغديو | رئيس وزراء غويانا 1999 - 2015 | تبعه             |